# Paquete de árbol de Navidad
En tecnología de información, un paquete de árbol de Navidad es un paquete  con todas las opciones fijadas para cualquier protocolo que esté en uso.  El término deriva de la imagen de cada pequeño bit en un encabezado representado por una bombilla de diferente color, todas encendidas, como si "el paquete estuviera encendido como un árbol de Navidad."  También se les conoce como paquete kamikaze, nastygram, o segmento de prueba de lámpara.
Paquetes de árbol de Navidad pueden ser utilizados como método de divining la naturaleza subyacente de un stack TCP/IP, enviando los paquetes y después aguardando y analizando las respuestas. Cuándo es utilizado como parte del escaneo de un sistema, el encabezado TCP de un paquete de árbol de Navidad tiene activados las opciones FIN, URG y PSH. Muchos sistemas operativos implementan su conformidad con el estándar de Protocolo del Internet (RFC 791) en maneras variables o incompletas.[cita requerida] Al observar cómo un equipo responde a un paquete extraño, como un paquete de árbol de Navidad, se pueden hacer inferencias con respecto al sistema operativo del anfitrión.  Versiones de Windows de Microsoft, BSD/OS, HP-UX, Cisco IOS, MVS, y IRIX muestran comportamientos que difieren del RFC estándar cuándo son requeridos por este tipo de paquetes.
Un número grande de paquetes de árbol de la Navidad también pueden ser usados para efectuar un ataque DoS al explotar el hecho que paquetes de árbol de Navidad requieren mucho más procesamiento por routers y equipos finales que lo que requieren los paquetes 'habituales'.
Paquetes de árbol de Navidad pueden ser fácilmente detectados por sistemas de detección de intrusos o firewalls más avanzados. De un punto de vista de seguridad de la red, paquetes de árbol de Navidad son siempre sospechosos e indican una probabilidad alta de actividades de reconocimiento de red.